# Affaire Flükiger

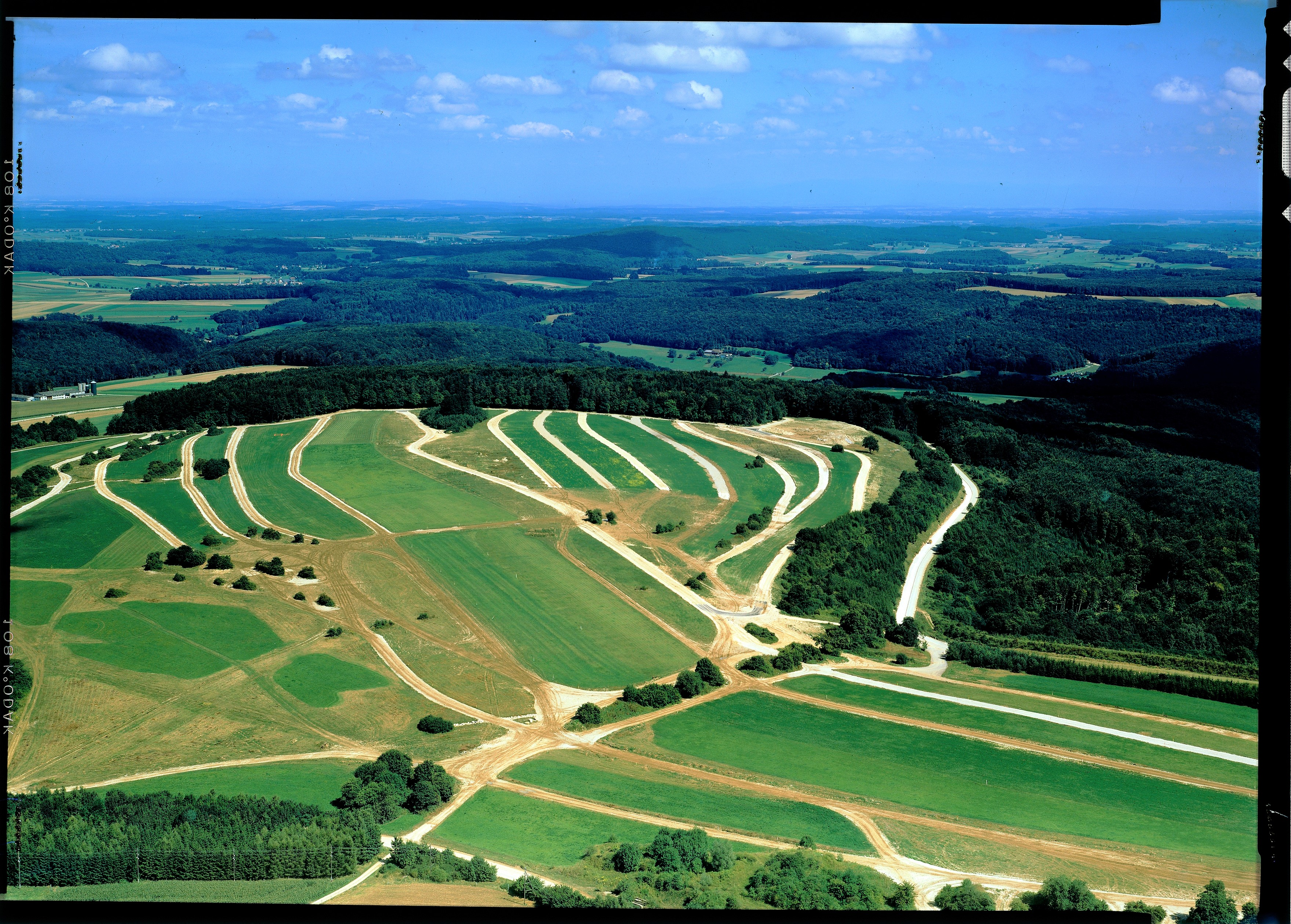
La place d'armes de Bure, proche de la frontière entre la France et la Suisse.

L'affaire Flükiger est une affaire criminelle de la fin des années 1970 qui s'est déroulée sur les territoires de la Suisse et de la France. Elle concerne principalement la disparition et la mort de Rudolf Flükiger, un Suisse âgé de 21 ans : il disparaît en Suisse, en 1977, lors d'un exercice militaire et est retrouvé mort, un peu moins d'un mois plus tard, de l'autre côté de la frontière française.
Deux autres personnes meurent à leur tour en 1978 : le policier Rodolphe Heusler et le restaurateur Alfred Amez. La justice et la presse française de l'époque établissent des liens entre cette série de morts et l'affaire Schleyer, un enlèvement et assassinat politiques revendiqués par le groupe terroriste allemand Fraction armée rouge,, plus connu sous le nom de « Bande à Baader ».

## Contexte

### Fraction armée rouge
Le 20 décembre 1977, Gabrielle Kröcher Tiedemann et Christian Möller, deux activistes du Mouvement du 2 Juin (Fraction armée rouge), déclenchent une fusillade après avoir été interpellés à la douane de Fahy,. Ils blessent deux gardes-frontière et prennent la fuite,. Ils sont ensuite arrêtés par la police à Delémont,. En juin 1978, ils sont tous deux condamnés pour tentative de meurtre.

### Question jurassienne
Au cours du XIXe siècle, les tensions entre le Jura bernois et le reste du canton de Berne s'intensifient. Le 24 septembre 1978, la création du canton du Jura est approuvée en votation fédérale. La République et Canton du Jura entre en souveraineté le 1er janvier 1979.

### Trafic d'armes
Le jurassien Joseph Juillard, surnommé de « Babar » ou « Le merle blanc » est exclu de l'Armée suisse en 1976 pour trafic d'armes, dont des explosifs et des grenades à manche,. Le 29 juillet 1984, Joseph Juillard est grièvement blessé dans un attentat à la voiture piégée à Damvant,,. En 1986, il est condamné pour une trentaine d'affaires de vol en bande,.

## Victimes liées à l'affaire

### Rudolf Flükiger
Rudolf Flükiger (né le 26 juin 1956 à Jegenstorf (BE), mort en  1977) est un élève-officier suisse. Il est agriculteur de profession. Il disparaît dans la nuit du 16 au 17 septembre 1977 lors d’une course d'orientation militaire dans les environs des casernes de Bure, canton du Jura, en Suisse.
Son corps est retrouvé le 13 octobre vers 11 heures 45, à une dizaine de kilomètres de là, au lieu-dit le Bois-de-la-Voivre à l'ouest de Grandvillars, Franche-Comté, France. Le corps a été trouvé par le chien du chasseur Fernand Loriol (né en 1933). Les circonstances de la mort ne sont pas élucidées,,,,,,,,. 
L'instruction a conclu à un suicide à la grenade. D'autres hypothèses sont la rencontre fortuite de contrebandiers (d'armes ou de viande) ou de membres de la Fraction armée rouge le prenant pour un garde-frontière et l'éliminant (voire un meurtre perpétré par le groupe Bélier),,,.

### Rodolphe Heusler
Rodolphe Heusler (14 mars 1941 - 2 mars 1978, Porrentruy) est un caporal de la police cantonale bernoise, mort assassiné,,,,,. Le drame s'est déroulé le soir du 2 mars 1978. Le corps du caporal de la gendarmerie a été retrouvé criblé de 5 balles calibre 6,35 et d'une balle de calibre 7,65 la nuit suivante dans un immeuble  désaffecté, au lieu-dit « l'Oiselier » près de Porrentruy,,.
Selon les dires de son fils, il est possible que le caporal Heusler ait disposé d'informations sur les circonstances de la mort de Rudolf Flükiger. L'appointé de gendarmerie André Rychen, un collègue d'Heusler, avoue le meurtre de ce dernier. Son témoignage a permis de retrouver le pistolet dans la rivière Allaine. Il est condamné à vingt ans de prison en 1980 ; il se rétracte par la suite et nie toute responsabilité. André Rychen meurt en 2023.

### Alfred Amez
Alfred Amez (né en 1934 ou 1935) est un restaurateur suisse, patron du café de l'Aigle à Grandfontaine, où se réunissait le groupe Bélier,. Au moment des faits, il est depuis quelques années restaurateur après avoir été agriculteur à Fahy.
Le 21 mars 1978, Alfred Amez quitte son restaurant en voiture. On le trouve mort le 22 mars 1978, une balle de calibre 6,35 mm dans la tête, sous un pont de l'autoroute A6 près de Pouilly-en-Auxois, en Bourgogne,,,.
La police française conclut à un suicide. Une grosse somme d'argent (en billets suisses et français) est retrouvée dans sa voiture.

## Dans la culture populaire
- Radio télévision suisse, « L’affaire Flükiger », Zone d'ombre, film documentaire, 2010.
- Daniel de Roulet, L'oiselier, Éditions La Baconnière, 2021  (ISBN 978-2-88960-043-4)[30].
- Werner Schweizer (de), Opération Silence – L'affaire Flükiger, film documentaire, 2024[5],[6].